# Подделка Шишкина-Куккука

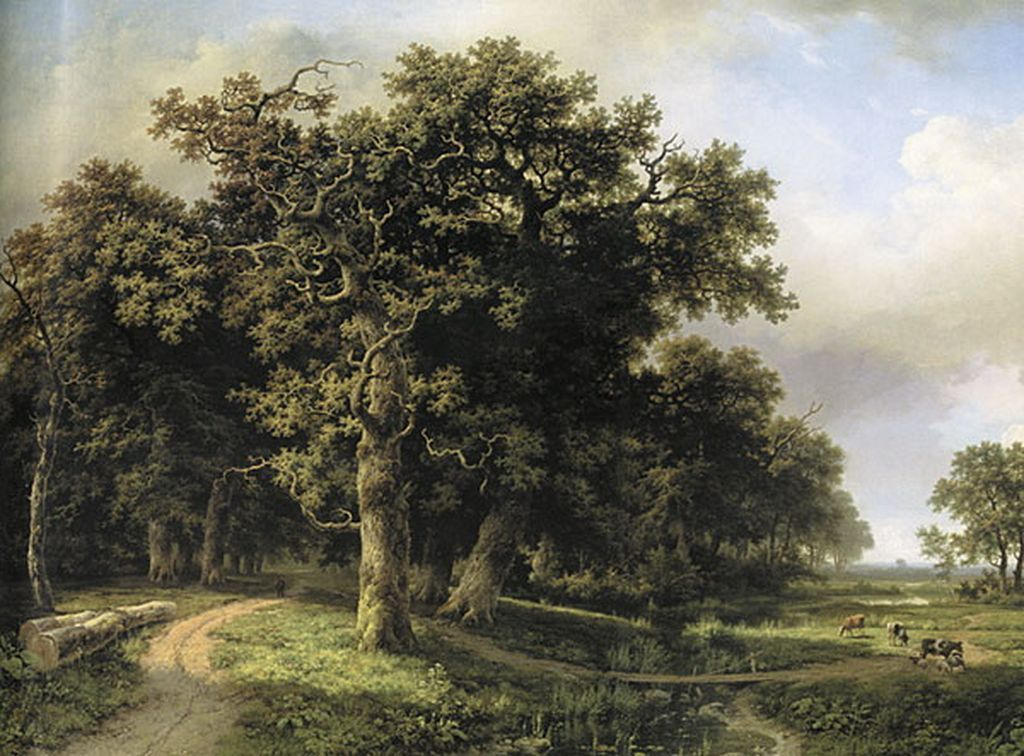
Вариант картины, представленный на аукционе

Подделка Шишкина-Куккука — скандал на арт-рынке в 2004 году, когда картина «Пейзаж с ручьем», изначально написанная голландским художником Маринусом Адрианом Куккуком, была выставлена на лондонские торги Sotheby’s с фальшивой подписью Ивана Шишкина. Тогда Sotheby’s едва успел снять «Шишкина» с аукциона.

## Скандал
26 мая 2004 года на майские «русские торги» Sotheby’s в Лондоне была выставлена картина «Пейзаж с ручьем» с подписью Шишкина, датированная 1863 годом. На аукционе она была атрибутирована как ранняя работа художника периода его европейской стажировки у мастеров Дюссельдорфской пейзажной школы живописи. Эстимейт её составлял £550-700 тыс. ($1-1,28 млн), и картина стала одним из двух топ-лотов аукциона. По слухам, полотно «сватали» Борису Березовскому.
Картина была опубликована в каталоге и представлена на предаукционной выставке. В процессе торгов без объяснения причин было объявлено: «Лот 47 снят». Как писал «Коммерсантъ»: «Естественно, это вызвало шум в зале: все-таки очередной претендент в списке русских художников-„миллионщиков“. По версии, которая распространилась в зале, „Пейзаж с ручьем“ сняли из-за того, что торговаться за него никто не хотел».
10 июля того же года издание The Guardian объяснило причины произошедшего. Незадолго до начала торгов оказалось, что подпись является подделкой. Картину опознали как ранее представленную на торгах шведского аукционного дома Bukowskis. За год до этого, в мае 2003 года, она была продана в Стокгольме как произведение голландского живописца Маринуса Адриана Куккука Старшего. Тогда, как рассказала представительница Bukowskis Анна-Карин Пусик, шведские аукционеры были поражены тем, что стартовая цена картины малоизвестного художника была превышена в шесть раз: $56 тыс. вместо $9 тыс. Это означает, что за картину на шведских торгах тогда сражалось более одного потенциального покупателя, разглядевшего её криминальный потенциал.
По сведениям газеты «Коммерсантъ», в Sotheby`s, хотя и имели некие подозрения насчёт подлинности работы, решили снять картину с торгов лишь тогда, «когда им позвонил человек, своими глазами видевший год назад, как полотно уходило на Bukowskis, а сделал он это ровно за полчаса до начала торгов». Имя звонившего осталось неизвестным.
Подделка была возвращена человеку, выставившему картину на аукцион, дальнейшая её судьба остается неясной.

### Картина
Предполагается, что год, прошедший между шведским и лондонским аукционом, картина провела в России, где над ней были проведены косметические процедуры (т. н. «перелицовка»).

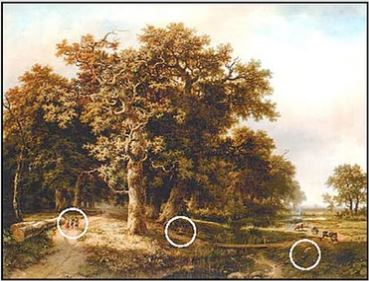

При сравнении репродукций с шведского аукциона и лондонского топ-лота были выявлены следующие расхождения: были удалены нехарактерные для Шишкина изображения ягнёнка и людей (3 на лесной тропе и 1 у моста: девушка в красном платье и двое мужчин, один опирается на палку), и добавлена подпись «Schischkin 1863» — вместо «M. A. Koekkoek». Дата, относящаяся к раннему периоду творчества Шишкина, оправдывала такие нетипичные для русского художника черты, как «нешишкинские дробность, излишняя театральность, наличие нехарактерных фигурок человека и коров на заднем плане».
Статья Татьяны Маркиной, вышедшая в «Коммерсанте» после снятия лота с торгов, но ещё до его разоблачения, описывала художественные качества «Шишкина» так: «…оба топ-лота оказались не то чтобы „тухлые“, но „с душком“. (…) „Пейзаж с ручьем“ сняли с торгов без объяснения причин — аукционный дом имеет на это право, например, если передумал владелец или выяснилось „нечистое“ происхождение картины. В случае с Шишкиным причина, по слухам, другая: после того как все возможные покупатели посмотрели на картину „живьем“, никто не изъявил желания покупать её по заявленной цене. Ровно такой же пейзаж можно купить на аукционе европейской живописи XIX века в разделе „Дюссельдорфская школа“, причем в пять раз дешевле. В 1862 году, когда была написана картина, будущий „летописец русского леса“ Шишкин не научился ещё смешивать в нужных дозах театральность композиции с мелочностью деталей. Взятые в правильных пропорциях, они после дадут широту, приподнятость и эпичность, за что художника и полюбят многие русские начиная с Павла Третьякова».
Та же Маркина в другой статье (также написанной до разоблачения), описывает картину, увиденную ею на предаукционной выставке, так: «В картине есть все „фирменные“ приемы Ивана Шишкина, которые чуть позже сделают ему славу,— мощные деревья, дотошно прописанные цветы и камни у их корней, театрально разбросанные пятна света и тени. А с эпичностью и сценичностью случился даже некоторый перебор: слишком уж театрально построена композиция. Дорожка слева и ручей справа увлекают взгляд вглубь полотна, и из-за этого оказавшийся посередине здоровенный вяз едва ли не вываливается из картины, норовя стукнуть зрителя по лбу. Коровы вдалеке написаны с чувством глубочайшего отвращения — в это время Шишкин как раз брал нудные уроки рисования животных у швейцарского живописца Рудольфа Коллера (кстати, изображать животных Шишкин так и не научился)».

### Экспертизы
Владелец картины, выставивший её на аукцион, остался неназванным: аукционный дом озвучил лишь, что это лондонский коллекционер и «хорошо известный человек». The Guardian сообщает, что экспертиза картины была организована владельцем небольшой московской галереи Бориславом Шервинским, который также отказался назвать владельца, но сообщил, что тот был добросовестным покупателем и живёт в Лондоне 25 лет.
Работа была снабжена экспертизой Третьяковской галереи, о чём владелец предъявил аукциону соответствующий сертификат. Эксперт галереи Галина Чурак, давшая это экспертное заключение, настаивала, что картину подменили. Она рассказала «Коммерсанту»: «Мы занимались изучением этого полотна совместно с Лидией Гладковой. В Москву привезли подлинного Шишкина. То, что мы видели, дает нам основания это утверждать. На каком этапе возникли сомнения и какую картину привезли в Лондон, я не знаю. Хотя представленная в каталоге картина похожа на ту, что мы оценивали. Вообще-то такие случаи не редкость. Часто после реставрации полотна перед его продажей возникают подобные подозрения. Впрочем, картина Шишкина была в хорошем состоянии».
Как позже рассказала директор русской секции Sotheby`s Джоанна Викери, повторная экспертиза — исследование подписи художника в ультрафиолетовых лучах, проведенная Sotheby`s, подтвердила подлинность работы.
Впрочем, сомнения у Sotheby’s все-таки возникли: в Москве Викери показала репродукцию в своем каталоге специалистам из Научно-реставрационного центра имени Грабаря, и те высказали свое отрицательное мнение. Директор центра имени Грабаря Алексей Владимиров прокомментировал «Коммерсанту»: «Мы высказали представителям Sotheby`s свое мнение. Мы были твердо уверены, что это западноевропейская живопись, скорее всего немецкая, которая более напоминает учителей Шишкина, чем его самого».

### Последствия
Эта история повлияла в худшую сторону на репутацию экспертиз от Третьяковской галереи. «На картины стали получать две бумаги: из ГТГ и Всероссийского художественного научно-реставрационного центра им. И. Э. Грабаря (ВХНРЦ). Оказалось, это тоже не спасает».
«Российская газета» включила этот скандал в список 5 самых знаменитых подделок на российском арт-рынке последнего времени.